# Jupiter 30
Jupiter 30 er en danskbygget motorbåd bygget på Jupiterværftet på Bogø i perioden 1961 til 1974. 
Jupiterværftet byggede flere modeller af Jupiterbådene, men Jupiter 30 var den første der blev produceret. Skibet blev designet i 1960 af Knud Olsen og det første skib forlod værftet i 1961. Produktionen af Jupiter 30 fortsatte frem til 1974, hvorefter den skulle afløses af Jupiter 31. Produktionen af Jupiter 30 fortsatte dog i et omfang frem til 1977, hvor den blandt andet blev lavet på bestilling og som skrog til selvaptering. 
Jupiter 30 gennemgik flere forandringer i designet gennem årene. De første store ændringer kom midt i 1960'erne, hvor overbygningen blev markant ændret. Designet blev mere strømlignet og ruderne i kahyt og cockpit blev mere symetrisk udformet. Skroget blev også ændret og man gik væk fra den negative hæk.
I 1970 blev skroget igen ændret. Siderne agter, som tidligere var buet, blev rettet og gjort vinkelrette, så skroget bagtil fremstod mere "firkantet". Stævnen som hidtil havde været spids, blev afrundet.
De sidste par år af produktionen, blev der tilføjet lidt mere finish. Cockpittaget blev forlænget, og kunne nu fås med soltag. Ruderne fik alulister.

## Mål og dimensioner
Skroget på Jupiter 30 blev ændret flere gange, og der er derfor forskellige mål på skibet gennem tiden. Der er dog ikke tale om de store forskelle, men målene kan afvige afhængig af årgang.
- Længde: 9,48 meter
- Bredde: 2,90 meter
- Dybdegang: 0,80 meter
- Vægt: 4500 kg
- Brændstoftank: 400 Liter
- Vandtank: 120 liter

Ligesom varierende mål, afhængig af årgang, kan der også være forskel på tankindhold. Vægten kan også variere, blandt andet afhængig af motorinstallation.

## Skrog og overbygning
Skrog og overbygning er udført i glasfiber. Støbningen i glasfiber foregik i forme med anvendelse af en "choppergun" som skød glasfiberen på. Dette var en mere effektiv måde at støbe glasfiber på, frem for metoden hvor man lægger glasfiberen på i måtter, lag for lag. Metoden med "choppergun" gør at glasfiberpest er et meget sjældent syn, idet metoden minimerede risikoen for luft mellem lagene af glasfiber. 
Skrogets tykkelse er typisk 1 cm over vandlinien og 2 cm under vandlilien. I bunden har skroget en tykkelse flere steder på 3 – 4 cm. 

## Aptering
Apteringen er typisk udført i teak- eller mahognitræ. Skibet kunne leveres værftsapteret eller til selvaptering, hvilket gør at der findes forskellige indretninger og materialebrug. 
Nogle har forsøgt sig med selv at konstruere, eller ændre, på apteringen. Det er nok ikke alle der er sluppet lige heldigt fra dette, og mange "Jupiter-folk" forbinder det sikkert også med en synd at lave om på den oprindelige konstruktion.

## Motorinstallation
Fabrikatet er typisk Perkins, Volvo eller Ford. Skibet kunne leveres både med enkelt og dobbelt motorinstallation, og effekten varierede fra 36 hk til 145 hk.
Perkins 4.236 på 72 hk er brugt i en del af skibene omkring 1970, både som enkelt installation og som dobbelt installation. I de skibe hvor den er brugt som enkelt installation, er topfarten på ca. 9 knob. Med doddelt installation er der mere overskud, og topfarten er ca. 15 knob.
En del af skibene med enkelt motorinstallation er forsynet med 115 hk Perkins, som typisk "ligger ned" under dørken. Der findes også en 145 hk Perkins, som dog ikke er så almindelig.
Mange af skibene er forsynet med BorgWarner gear, som typisk er hydraulisk, hvilket er at foretrække da gear'et giver et blødt skifte, i modsætning til et mekanisk gear.
Flere har forsøgt sig med alternetive motorfabrikater, i stedet for at renovere på den oprindelige motor. Ikke alle med lige stor succes. Det er ikke uden problemer at afprøve alternativer, da det ikke er uvæsnetlig om maskinen er konstrueret til marinebrug. Nogle af problemerne har vist sig ved, for dårlig køling af maskinen, rystelser og dårlig udførelse af nye konsoller til motorophæng. Som alternativ motorinstallation er blandt andet set Iveco.
Følgende motorinstallationer blev lanceret:
- Perkins 36 hk – 4 cylindret (som dobbelt installation)
- Perkins 44 hk – 4 cylindret (som dobbelt installation)
- Ford 55 hk
- Perkins 4.154 62 hk – 4 cylindret
- Ford 65 hk – 4 cylindret – horisontal
- Volvo Penta(md 19) 68 hk – 4 cylindret (som dobbelt installation)
- Perkins 4.236 72 hk – 4 cylindret (som enkelt og dobbelt installation)
- Perkins 4.236 85 hk – 4 cylindret
- Volvo Penta(md 29) 95 hk – 6 cylindret (som enkelt og dobbelt installation)
- Ford 98 hk – 6 cylindret – horisontal
- Perkins 6.354 115 hk – 6 cylindret – horisontal
- Perkins T6.354 145 hk – 6 cylindret med turbo

## Jupiterbådene
Jupiterværftet byggede flere modeller af jupiterbådene. Jupiter 30 var den første der blev produceret og senere kom Jupiter 25, 31, 33 og 40. Modelbetegnelsen henviser til skibets længde målt i fod. 
I 1972 kom Jupiter 33 som skulle tilfredsstille den stigende efterspørgsel på en større og mere rummelig båd.
Der nåede at blive produceret ca. 400 jupiter både i modellerne 25, 30, 31, 33 og 40 i perioden 1961 og frem til sidst i firserne. Langt de fleste blev solgt til det danske marked, mens andre blev solgt til Sverige, Norge, Tyskland, Grønland, England, Kroatien og USA.
Jupiter 33 blev lavet i en USA version til amerikanske marked, uden at projektet dog blev nogen større succes. Skibet blev også i en periode produceret på licens i Irland. 

## Jupiterværftet
Værftet klarede sig godt op gennem 1960'erne, og der var gang i bådsalget. Jupiter 30 fik gode anmeldelser og selv Toldvæsenet fik øjnene op for skibets muligheder og bestilte nogle eksemplarer. Også den senere model Jupiter 33 fik interesse hos myndighederne. Særligt det tyske politi og toldvæsen var begejstret for skibet, som havde en passende størrelse og var velegnet til flodsejlads grundet den lave dybdegang.
I starten af 1970'erne kom krisen, og værftet gik en hård tid i møde. Faldende salg og stigende udgifter til produktionen gav værftet problemer.
Efter Jupiterværftets konkurs i midt halvfjerdserne, blev værftet og retten til Jupiterbådene til sidst overtaget af Faaborg Værft, som den dag i dag producerer Jupiterbåde. Bådene er gennem tiden og de senere år produceret til erhvervslivet, som blandt andet miljøskibe, politi, lods og toldbåde. Jupiter kan på bestilling produceres som lystbåd. Jupiter 30 kan ikke længere leveres, da støbeformene er blevet smidt ud.
Jupiter er i dag stadig en meget eftertragtet dansk motorbåd og der findes som regel et eksemplar i næsten alle danske lystbådehavne.

## Apollo 32
Den store lighed mellem en Jupiter og en Apollo 32, er ikke en tilfældighed. Klaus Baess som konstruerede Apollo 32, var tidligere en del af Jupiter projektet. Da samarbejdet ophørte, fik han som en del af betalingen, et jupiter skrog med sig. Dette skrog kom til at danne fundamentet for hans nye projekt Apollo 32, som var klar i 1971. Apollo værftet gik konkurs i midten af 80'erne, og LM Glasfiber videreførte i en periode produktionen af Apollo.

## Jupiterklubben
En ildsjæl tog for nogle år tilbage, det fantastiske initiativ at oprette et samlingsted for ejere af Jupiterskibe. Klubben har en hjemmeside der meget fyldestgørende fortæller historien om skibene. Medlemskabet finansieres alene ved salg af klubstander.